# جوییت ژوپیتر
جوییت ژوپیتر (به انگلیسی: Jowett Jupiter) خودرویی است که در سال‌های ۱۹۵۰ تا ۱۹۵۴ در بریتانیا تولید می‌شد.
این خودرو در کلاس خودرو اسپورت قرار گرفته، طول آن در حالت طبیعی ۱۶۳ اینچ (۴٬۱۰۰ میلیمتر)، عرض آن در حالت طبیعی ۶۲ اینچ (۱٬۶۰۰ میلیمتر) و ارتفاع آن در حالت طبیعی ۵۶ اینچ (۱٬۴۰۰ میلیمتر) و وزن آن در حالت طبیعی ۲٬۱۰۰ پوند (۹۵۳ کیلوگرم) است.
موتور آن ۱۴۸۶ سی‌سی سیستم جعبه‌دندهٔ آن ۴ دنده به صورت دستی است.

## نگارخانه

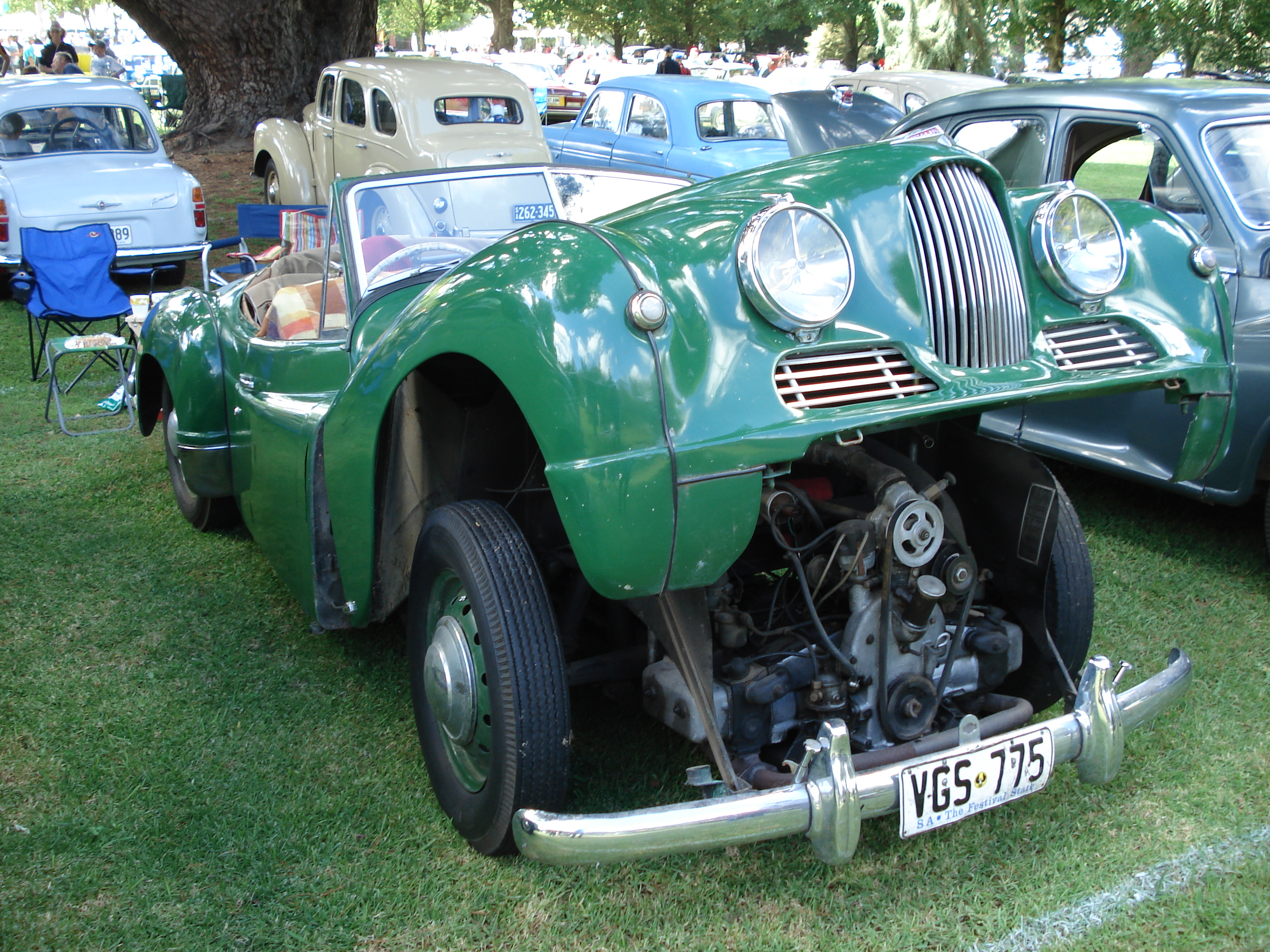
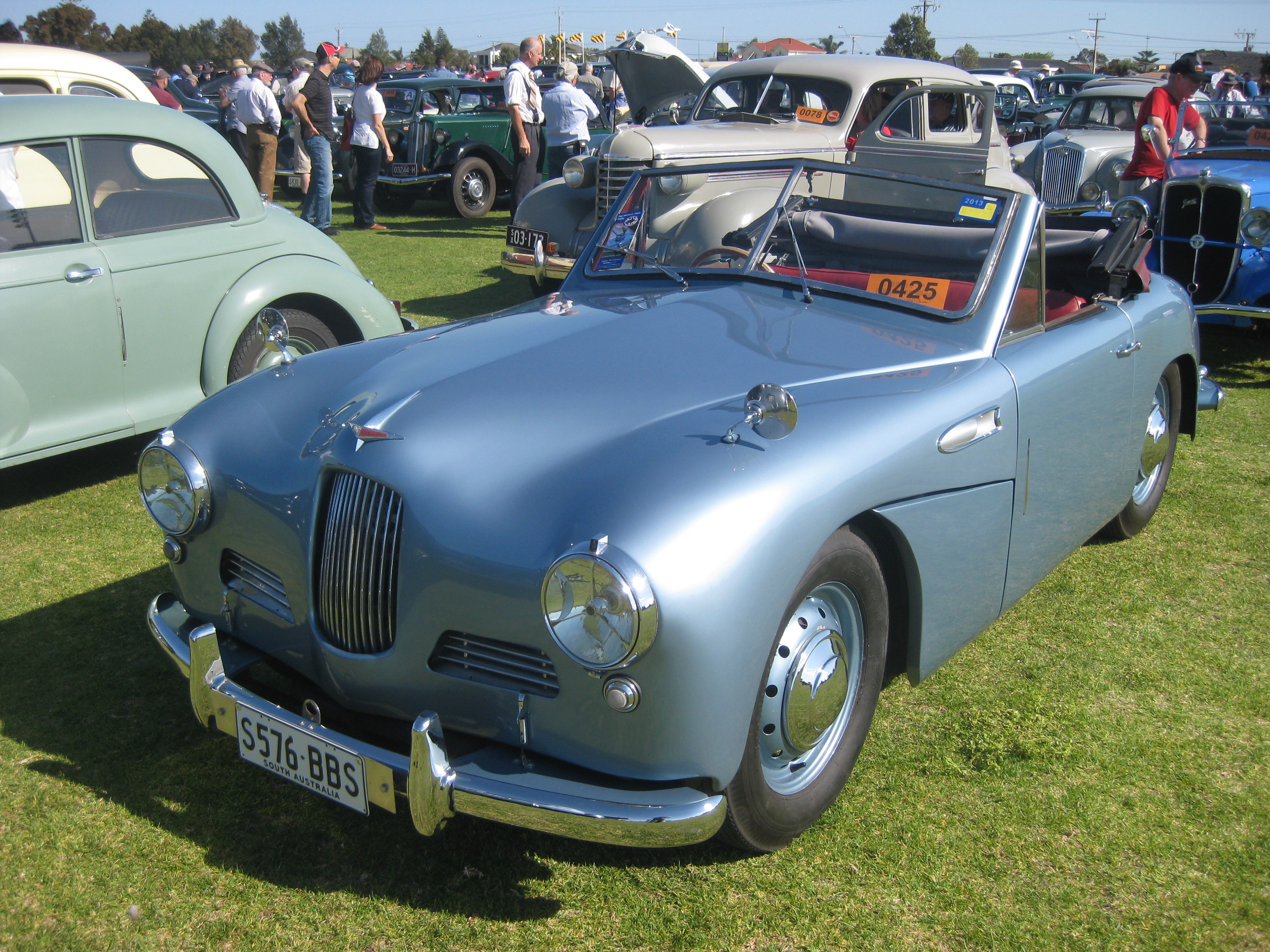
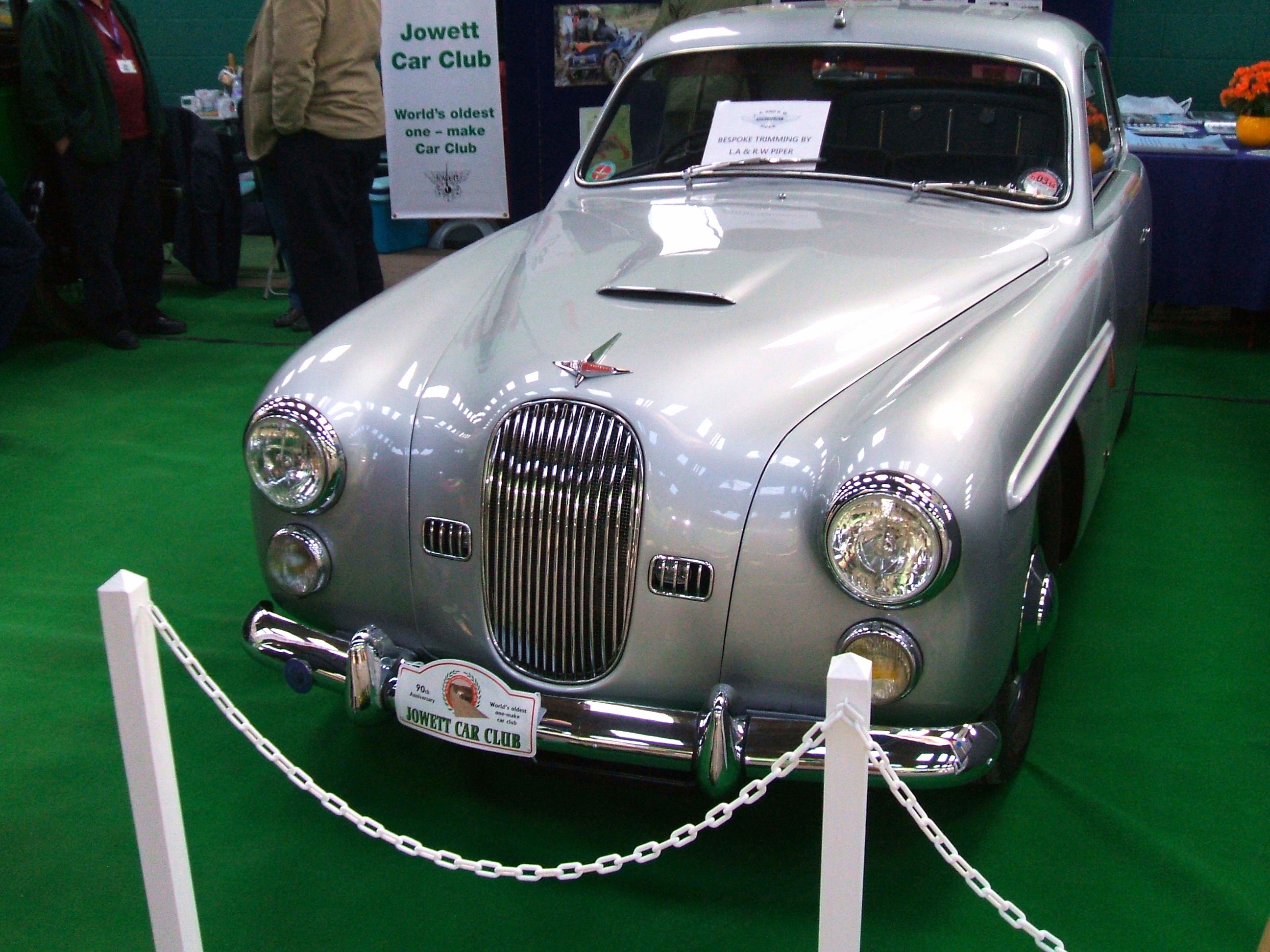